# Målilla
Målilla is een plaats in de gemeente Hultsfred in het landschap Småland en de provincie Kalmar län in Zweden. De plaats heeft 1605 inwoners (2005) en een oppervlakte van 327 hectare.

## Verkeer en vervoer
Bij de plaats lopen de Riksväg 23, Riksväg 34 en Riksväg 47.
De plaats heeft een station aan de spoorlijn Kalmar - Linköping.